# Jeu de rachat
Un jeu de rachat (redemption game en anglais) est un jeu d'arcade faisant généralement appel à l'adresse comme le pousse pièces, le jeu de la taupe, le mini-bowling ou le skee ball… En fin de jeu, le gagnant rachète des cadeaux grâce aux tickets qu'il a gagnés en jouant,.

## Description
Le jeu de rachat regroupe plusieurs types de jeux d'arcade où l'on peut gagner des tickets. Le nom de ce type de jeux vient du fait que l'on ne gagne pas de récompense directement mais des tickets, que l'on peut par la suite, après avoir fini de jouer, échanger contre des cadeaux auprès des gérants des salles d'arcade. Le gagnant peut ainsi « racheter » le cadeau de son choix en fonction du nombre de tickets glanés. Les cadeaux peuvent être de simples jouets en plastique jusqu'à du matériel électronique.

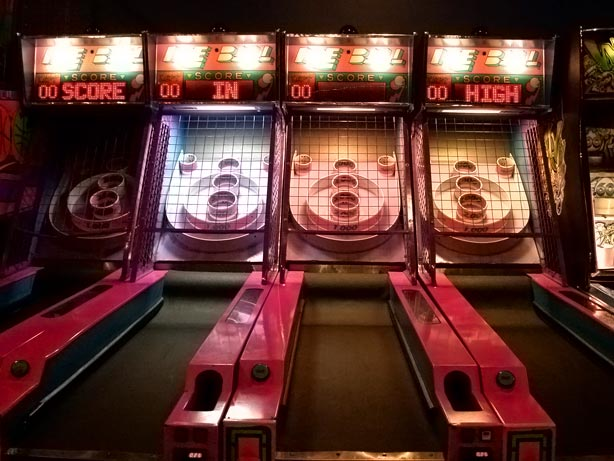
Un Skee ball
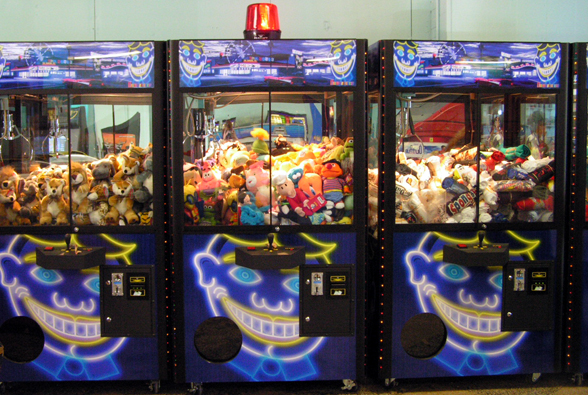
Une machine attrape-peluche
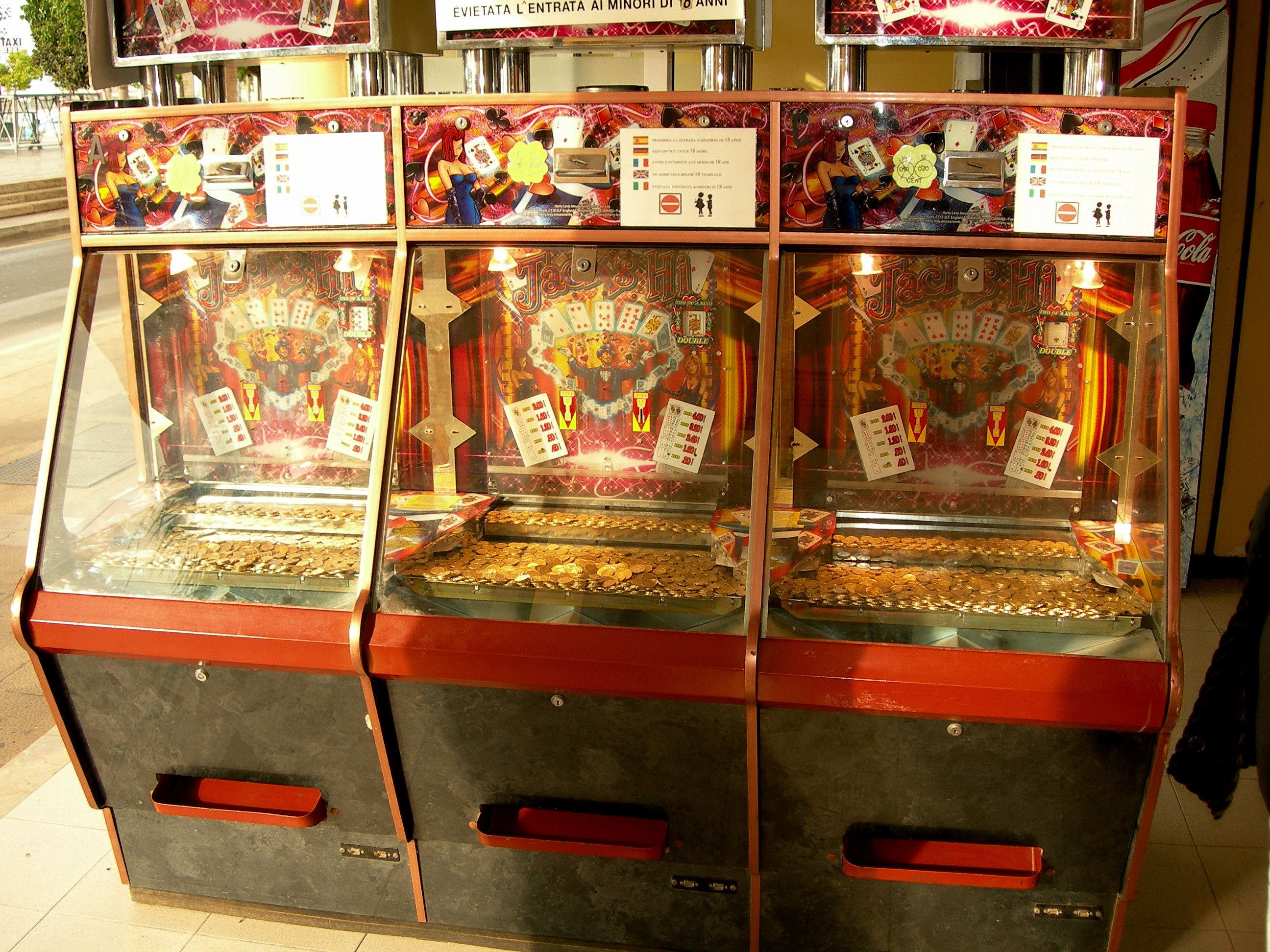
Un Pousse pièces
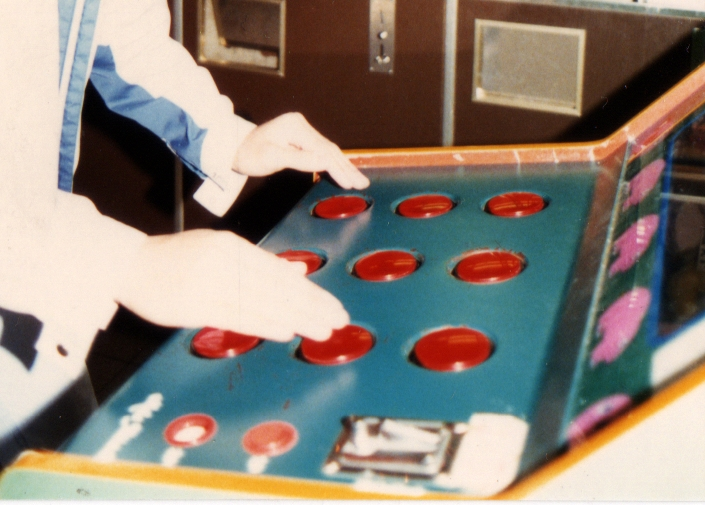
Un jeu de la taupe
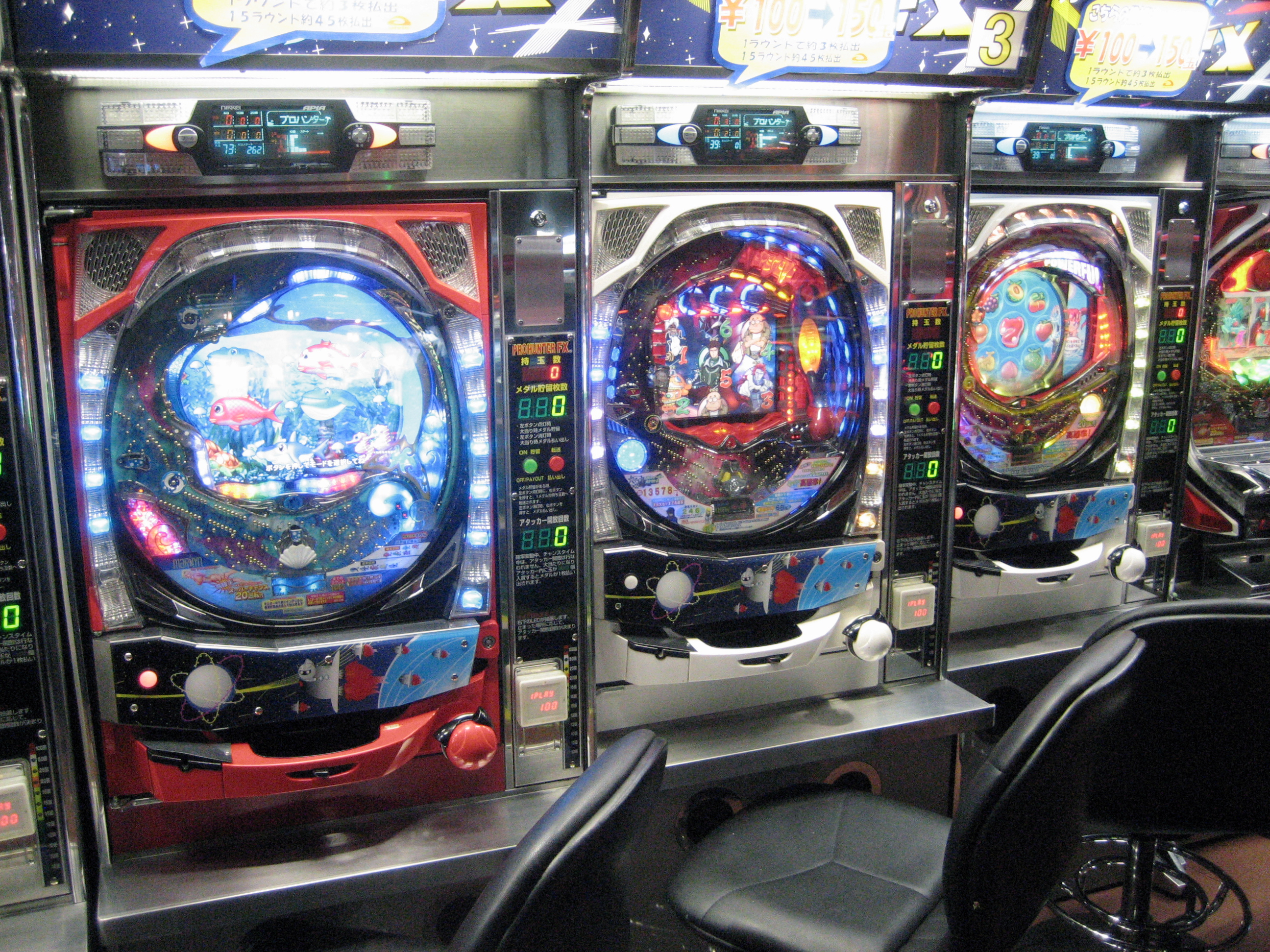
Un Pachinko